# Louis Nucéra

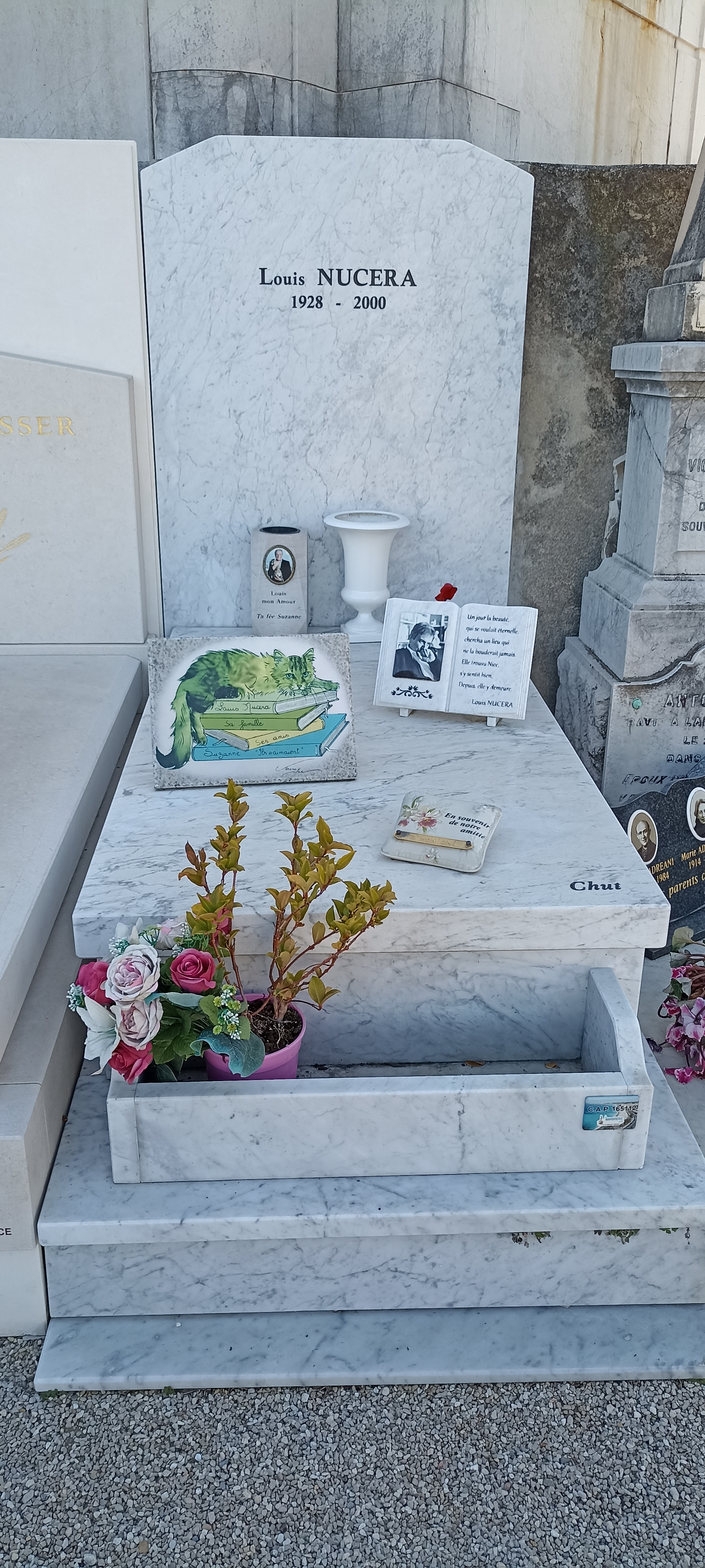
Grab von Louis Nucéra (2022)

Louis Nucéra (* 17. Juli 1928 in Nizza; † 8. September 2000 in Carros) war ein französischer Schriftsteller.

## Leben
Louis Nucéra (auch: Nucera) wuchs in Nizza als Sohn italienischer Einwanderer ab dem Alter von 5 Jahren ohne Vater und in beschränkten Verhältnissen auf. 1964 ging er als Journalist nach Paris, erwarb einen breiten Freundeskreis (Joseph Kessel, Jean Cocteau, Pablo Picasso, Emil Cioran, Vladimir Nabokov, Henri de Monfreid, Henry Miller, Georges Brassens, Romain Gary, Jacques Brel, Alphonse Boudard, Félix Leclerc und André Hardellet) und veröffentlichte ab 1970 stilistisch ausgefeilte Romane, die ihm 1993 den Grand Prix de littérature der Académie française und 2005 postum den Prix du roman populiste einbrachten. Er war Literaturkritiker und literarischer Leiter des Verlags Éditions Jean-Claude Lattès. Er starb 2000 (auf dem Fahrrad) durch einen Unfall. Die Stadt Nizza gab ihrer Stadtbibliothek seinen Namen.

## Werke (Auswahl)

### Romane
- L'Obstiné. Julliard, Paris 1970. Grasset, Paris 2003. (Vorwort von Joseph Kessel)
- Le Greffier. Julliard, Paris 1971. Grasset, Paris 2001.
- L’Ami. Grasset, Paris 1974. Livre de Poche, 1980 (mit Vorwort von Joseph Kessel)
- La Kermesse aux idoles. Grasset, Paris 1977.
- Avenue des Diables-Bleus. Grasset, Paris 1979. (Kindheit in Nizza)
- Chemin de la Lanterne. Grasset, Paris 1981. (Prix Interallié)
- Le Kiosque à musique. Grasset, Paris 1984.
- Mes rayons de soleil. Grasset, Paris 1987. (auf den Spuren von Fausto Coppi und der Tour de France 1949)
- La Chanson de Maria. Grasset, Paris 1989. (die Rache des Witwers an den Mördern seiner Frau)
- Le ruban rouge. Grasset, Paris 1991. (über die Umbrier in Nizza)
- Mes ports d'attache. Grasset, Paris 1994. (autobiographisch)
- Ils s'aimaient. Grasset, Paris 1998.

### Katzenbücher
- Les Chats. Il n'y a pas de quoi fouetter un homme. Julliard, Paris 1973.
- (Mitwirkender) Entre chien et chat. Denoël, Paris 1983.
- (deutsch) Katz & Co. Liebenswert-bissige Cartoons über vierbeinige Hausgenossen und ihre Besitzer von Jean-Pierre Desclozeaux. Mit einem Erlebnisbericht von Louis Nucera. Gerstenberg, Hildesheim 1984.
- Sa majesté le chat. Carnet de notes d'un amoureux. Archipel, Paris 1992.

### Weitere Werke
- «L'âge du Verseau» ou L'éloge de l'amitié. Paris 1973. (über Jean Cocteau und Raymond Moretti, 1931–2005)
- (mit Jean Michel) Dora. Lattès, Paris 1974. Genf, Famot 1976. Livre de Poche, 1977.
  - (englisch) Dora. Holt, Rinehart and Winston, New York 1980.
- Le Roi René. Le Sagittaire, Paris 1976. Table ronde, Paris 2008 (mit Vorwort von François Bott) (über René Vietto)
- Une bouffée d'air frais. Chroniques. Cherche midi, Paris 2000. (Vorwort von Pierre Drachline, 1948–2015)
- Brassens. Délit d'amitié. Hrsg. Bernard Morlino. Archipel, Paris 2001. Archipoche, 2006.
- Les contes du Lapin Agile. Cherche midi, Paris 2001. Folio, 2002. (Vorwort von  Raymond Devos) (über Montmartre)
- La mémoire d'un siècle. Les conférences. Vaillant, Nizza 2006. (gesammelte Vorträge)